# Расстегай
Расстега́й (от раз- и стегнуть либо растягивать) — пирожок с открытой серединой, по выражению В. И. Даля, «пророшкой», через которую видна начинка, обычно из рыбы, но также из мяса, ливера, риса и грибов. Расстегаи составляют подаваемый на отдельной тарелке гарнир к жидким блюдам, преимущественно ухе и бульонам, или выступают горячей закуской.

## Виды
Расстегаи пекут из дрожжевого теста на опаре и более густой консистенции, чем для печёных пирожков. Расстегаи чаще имеют вытянутую форму — «туфелькой» или «лодочкой», но также бывают круглыми, как ватрушки, с толстыми загнутыми краями. Маленькие расстегаи, весом теста в 45—50 г, называются «закусочными» или «новотроицкими», побольше, в 150 г, — «московскими», и их чаще приготавливают круглыми с отверстием «величиной в пятак». По мнению В. В. Похлёбкина, самые вкусные расстегаи получаются с начинкой из красной рыбы, популярны также расстегаи с визигой, луком и яйцом, а также сёмгой с рисом. Готовые горячие расстегаи мажут сливочным маслом, вливают в начинку ложку процеженной ухи или бульона, а перед подачей на стол обычно выкладывают на открытую часть начинки кусочек отварной осетрины, малосольной сёмги, шляпку маринованного гриба или кружок крутого яйца. Расстегаи с рыбной начинкой подают к ухе, с мясной — к бульону, а с грибной — к грибному бульону с поджаренным луком.

## Название
По мысли Д. В. Каншина, название расстегаев происходит от слова «растягивать»: знатоки для сочности заливали бульон непосредственно в расстегай, для чего приходилось несколько растягивать его отверстие. Поэтому Каншин даже считал правильным писать «растегай» вместо «расстегай». Более известная версия происхождения названия базируется на «расстёгнутой» форме пирожка. В третьей версии утверждается, что расстегаи появились в 1807 году и были названы в честь любимого московской публикой романса А. Л. Гурилёва и А. И. Полежаева «Сарафанчик-расстегайчик» о праздничном распашном сарафане, который великолепно исполняла либо цыганская певица Степанида Солдатова, либо, со слов собирателя занимательных историй и анекдотов М. И. Пыляева в книге «Старый Петербург», некая обладательница контральто цыганка Катя. Расстегаи быстро распространились по стране, в Санкт-Петербурге в ресторане Ивана Излера на Невском проспекте уже через месяц предлагали десятки вариантов расстегаев под разными названиями.

## История
Расстегаи пользовались большой популярностью, их подавали практически в любом московском трактире, между заведениями шла конкурентная борьба. Всех перещеголял владелец ресторана «Прага» Тарарыкин с расстегаями, начинёнными пополам стерлядью и осетриной. В книге В. А. Гиляровского «Москва и москвичи» описываются большие и круглые расстегаи, которые в московских трактирах было принято при подаче разрезать на тонкие кусочки «розанчиком». Петербургская знать специально приезжала в Москву, чтобы в тестовском трактире съесть ракового супа с расстегаями, их у Тестова подавали парой также к селянке с почками, а для особых гостей «закрашивали» налимьими печёнками. Трактир Щербакова на Кузнецком Мосту славился большими расстегаями с мясом, размером во всю тарелку и толщиной в три пальца. Трактир Егорова был знаменит круглыми рыбными расстегаями из рыбного фарша с визигой, к которым бесплатно подавали соусник ухи.
Греха таить нечего, я перестал ужасаться откровенных рассказов, постиг философию стерляжьей ухи и расстегаев, отклонился от людей образованных и радушных, которых так много в Москве, но остался в кругу известной шайки, так что наконец в один прекрасный вечер сел я играть по маленькой с белокурым хохлом и с чёрными усами.